# Lebakwangi (Malausma)
Lebakwangi is een bestuurslaag in het regentschap Majalengka van de provincie West-Java, Indonesië. Lebakwangi telt 4368 inwoners (volkstelling 2010).